# Corydalis repens
Corydalis repens là một loài thực vật có hoa trong họ Anh túc. Loài này được Mandl & Muhldorf mô tả khoa học đầu tiên năm 1921.